# Termofil

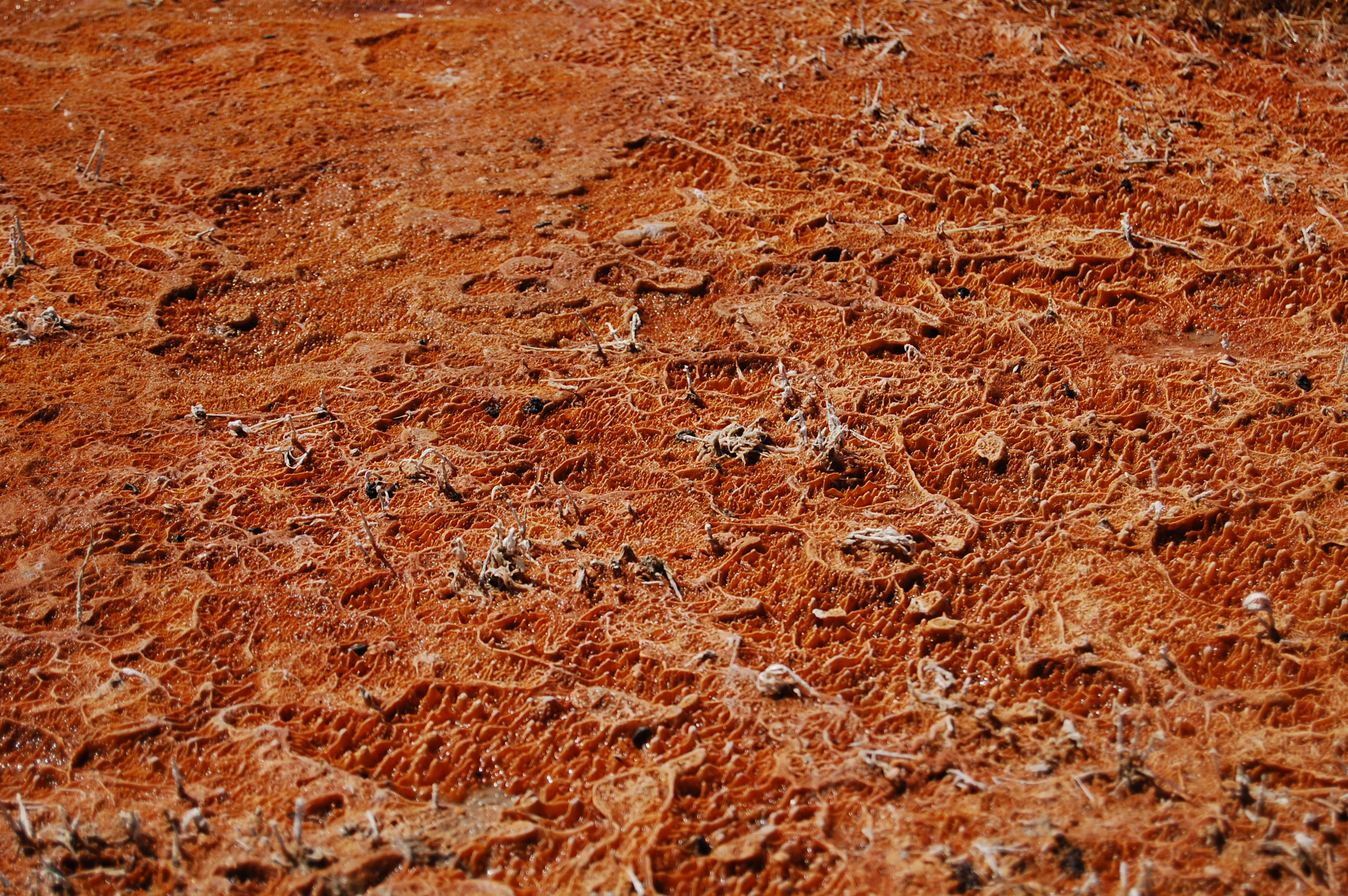
termofilní bakterie

Termofil je typ extrémofilních organismů, který žije v prostředí o poměrně vysoké teplotě (40 - 70 °C). Mnoho termofilů se řadí k archeím. Termofilové žijí například v geotermálně aktivních částech Země, jako jsou různá vřídla například v Yellowstonském národním parku či hlubokomořské vývěry (černé kuřáky). Stejně tak však žijí v rozkládající se organické hmotě, kde se často udržuje vysoká teplota (rašelina, kompost). Nutností k životu jsou specializované enzymy, které mohou fungovat i ve vysokých teplotách. Některé z nich jsou použitelné v molekulární biologii či v čisticích přípravcích.
Termofilové se mohou klasifikovat na obligátní a fakultativní: obligátní (extrémní) termofilové vyžadují takto vysoké teploty k životu, zatímco fakultativním vyhovují i nižší teploty. (méně než 50 °C). Extrémním případem termofilů jsou hypertermofilové, kteří žijí v teplotách nad 80 °C.
Příkladem termofilního eukaryota je červená řasa Cyanidium caldarium.